# Trigonostylops
A Trigonostylops az emlősök (Mammalia) osztályának az Astrapotheria rendjébe, ezen belül a Trigonostylopidae család tartozó nem.
Családjának a típusneme.

## Tudnivalók
A Trigonostylops, mint rendjének az összes képviselője, Dél-Amerika endemikus emlősállata, mely a késő paleocén korszaktól a kora eocén korszakig maradt fenn. Azon a helyen élt, ahol manapság Argentína fekszik. Az Astrapotheria renden belül egy bazális ágat képviselt.
Eme emlősnem típusfaja és talán az egyetlen faja, a Trigonostylops wortmani Ameghino, 1897. A típusfajból egy teljes koponya került elő; az állkapocscsontból két agyarszerű fog nőt ki. A később élt Astrapotheriumnál jóval kisebb; körülbelül 1,5 méter hosszú volt.

### Fordítás
- Ez a szócikk részben vagy egészben  a   Trigonostylops című angol Wikipédia-szócikk ezen változatának fordításán alapul.  Az eredeti cikk szerkesztőit annak laptörténete sorolja fel. Ez a jelzés csupán a megfogalmazás eredetét és a szerzői jogokat jelzi, nem szolgál a cikkben szereplő információk forrásmegjelöléseként.